# Ospedale Infermi di Rimini

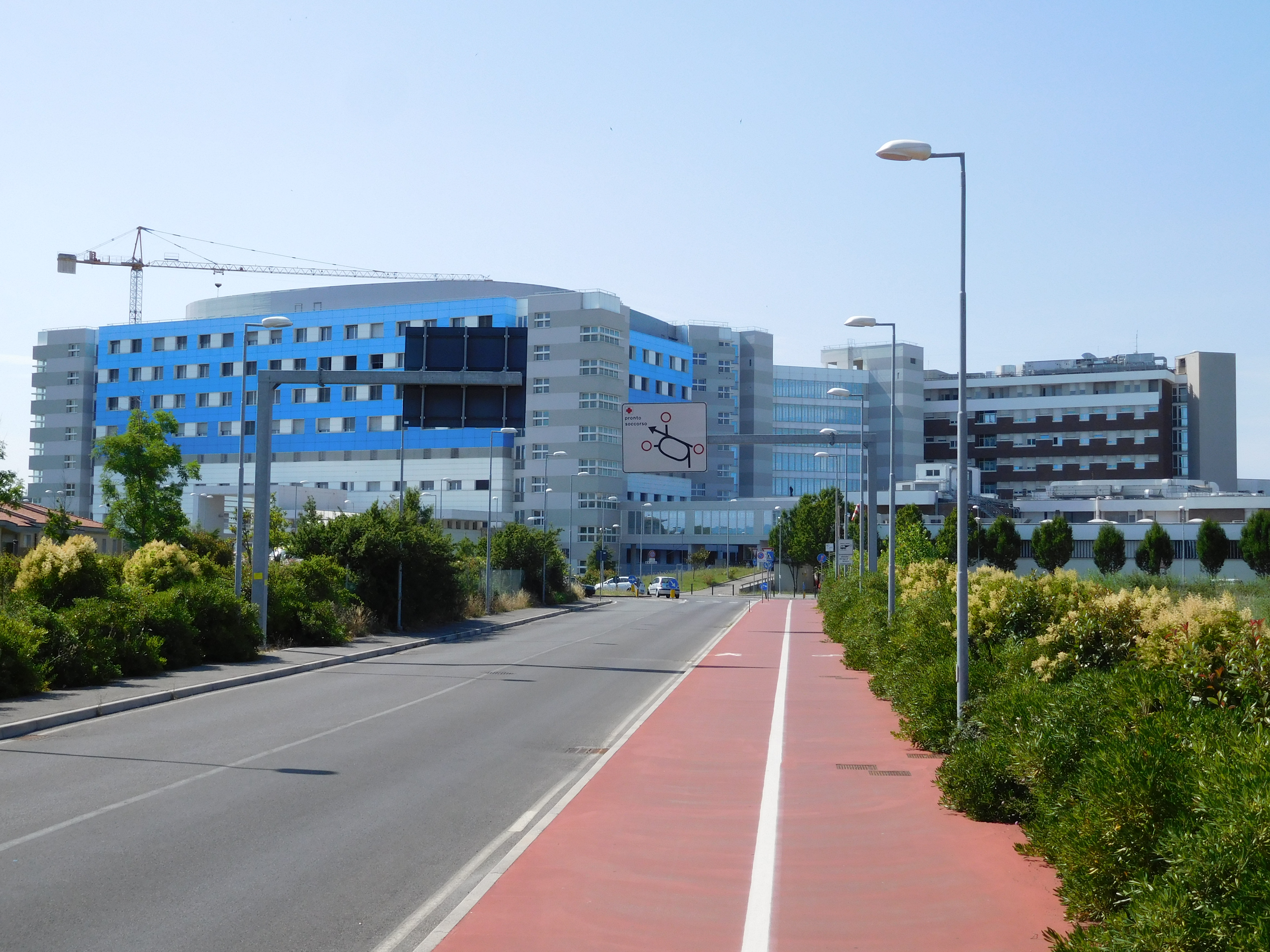
L'ingresso del pronto soccorso

L'ospedale Infermi è l'ospedale pubblico della città di Rimini, situato a sud della città, ma non lontano dal centro cittadino.

## Storia
A partire dal XIII secolo, a Rimini esistevano numerosi ospedali. Tra questi vanno citati quello di S. Spirito (fuori Porta Romana), dei "Battuti e Scoriati" (Borgo Sant'Andrea), di S. Bartolomeo (nei pressi dell'Arco d'Augusto), di S. Caterina (Borgo San Giuliano), dei SS. Pietro e Biagio (contrada San Biagio), di S. Giovanni Battista (Borgo San Giovanni), di S. Antonio (Santa Maria a Mare), di S. Maria in Argumine (in centro, contrada Sant'Agnese), di S. Maria della Misericordia (in centro).
Il 26 giugno 1486 fu decretata l'unificazione di gran parte di questi ospedali in un'unica struttura, l'Ospedale di S. Maria della Misericordia. Lo stabile era stato donato nel 1368 dal Capitolo Lateranense alla Confraternita riminese della Beata Vergine, ed era situato sul corso d'Augusto, a breve distanza dal Ponte di Tiberio.
Va specificato che il termine "ospedale" all'epoca non aveva ancora l'attuale accezione, era bensì un luogo per accogliere i forestieri. Solo successivamente gli ospedali si trasformeranno in un luogo di cura per i bisognosi.
Nel settembre 1800, quando già si svolgevano funzioni sanitarie, si decise di trasferire l'ospedale cittadino all'ex Collegio dei Padri Gesuiti, oggi sede del Museo cittadino presso Palazzo Tonini. Questa rimarrà la sede dell'ospedale di Rimini fino al 1974, ad eccezione del periodo bellico della Seconda guerra mondiale quando i bombardamenti costrinsero uno spostamento temporaneo prima a San Fortunato (sul colle di Covignano) e poi sul territorio della Repubblica di San Marino.
Al termine della guerra, con la sede di quel tempo rimasta gravemente danneggiata, si iniziò a pensare a una nuova struttura, ma si scelse comunque di ristrutturare lo stesso stabile.
Il 13 giugno 1974 è la data che segnò l'inaugurazione della sede attuale di viale Settembrini, presso la zona della Colonnella. Prima che ospitasse il nosocomio, l'area era adibita a coltivazione agricola.

## Organizzazione
- 118 Rimini Soccorso - Centrale Operativa di Rimini
- Accettazione amministrativa di Rimini
- Anatomia e Istologia Patologica Rimini
- Anestesia e Rianimazione Rimini
- Cardiologia Rimini
- Chirurgia Generale e d'Urgenza Rimini
- Chirurgia Pediatrica Rimini
- Chirurgia Vascolare Rimini
- Coordinamento locale alla donazione, prelievo e trapianto di organi e tessuti di Rimini
- Dermatologia Rimini
- Direzione Medica di Presidio di Rimini
- Gastroenterologica ed Endoscopia Digestiva Rimini
- Geriatria Rimini
- Ginecologia e Ostetricia Rimini
- Hospice di Rimini
- Immunoematologia e Medicina Trasfusionale Rimini
- Laboratorio analisi chimico cliniche di Rimini
- Malattie Infettive Rimini
- Medicina Generale Rimini
- Medicina Interna e Reumatologia Rimini
- Medicina Riabilitativa Rimini
- Nefrologia e Dialisi Rimini
- Neurologia Rimini
- Neuroradiologia Rimini
- Oncologia Rimini
- Ortopedia e Traumatologia Rimini
- Otorinolaringoiatria Rimini
- Pediatria Rimini
- Post-Acuti Rimini
- Pronto Soccorso Medicina d'Urgenza Rimini
- Psichiatria Rimini
- Radiologia Medica Rimini
- Radioterapia Rimini
- RSA Residenza sanitaria assistenziale di Rimini
- Terapia Antalgica e Cure Palliative Rimini
- Terapia Intensiva Neonatale Rimini
- Unità di terapia intensiva coronarica (UTIC) di Rimini
- Urologia Rimini